# Pop Kills Your Soul
Pop Kills Your Soul è il terzo album degli Afterhours, uscito nel 1993 per l'etichetta indipendente Vox Pop.

## Il disco
Come i due precedenti lavori, anche questo disco è cantato interamente in lingua inglese.
Il disco è il primo con il chitarrista Xabier Iriondo in formazione, dalla quale sono usciti invece Cantù e Olgiati.
Nell'album sono presenti due cover: On Time di Bee Gees e Hey Bulldog dei Beatles. È presente inoltre come Traccia fantasma il brano Pop Kills Your Soul in versione acustica 

## Stile
Lo stile ed il suono del gruppo si evolve rispetto al passato e approda a quell'eclettismo che caratterizzerà la successiva produzione della band, con pezzi molto aggressivi alternati ad altri ricchi di follia visionaria.

## Tracce
1. Pop Kills Your Soul
2. Come Inside
3. Oxygen
4. On Time (cover Bee Gees)
5. Living on the Land of Sweetener
6. Coalition
7. Terry Fill Me Up
8. Hey Bulldog (cover Beatles)
9. Compromise Is Going to Kill My Baby
10. Slush

## Formazione
- Manuel Agnelli - voce, chitarra, tastiere
- Xabier Iriondo - chitarra
- Alessandro Zerilli - basso
- Giorgio Prette - batteria